# Андреевка (Тереньгульский район)
Андреевка — деревня в Тереньгульском районе Ульяновской области. Входит в состав Красноборского сельского поселения.

## История
Деревня Андреевка основана в двадцатых годах XIX века, переселив сюда из с. Зеленец своих крестьян помещик Ефим Фёдорович Андреев, а землю он купил, у Суровского помещика Петрово-Соловово, назвав селение Андреева выселок. Впоследствии Андреевка перешла к Похвисневу, по купчей. 
В 1861 году в Андреевском выселке числилось 8 дворах 50 ревизских душ и им в надел было отчислено 604 дес. земли (19 дес. под усадьбу, 558 лес. пашни, 9 дес. выгону, 12 дес. лугов и 6 дес. лесу). 
В 1903 году было 82 двора, с населением в (204 муж. и 244 жен.).

## Население
| 2010 |
| ---- |
| 12   |